# جوزيف سميث سينيور
جوزيف سميث سينيور (بالإنجليزية: Joseph Smith, Sr.)‏ هو مبشر أمريكي، ولد في 12 يوليو 1771، وتوفي في 14 سبتمبر 1840 في ناوفو في الولايات المتحدة.